# GigE Vision
GigE Vision（ギグイービジョン）は、高性能産業用カメラ用インターフェース規格である。イーサネットネットワーク上で高速映像と関連する制御データを伝送するためのフレームワークを提供する。この規格を実装したハードウェアの開発・製造・販売やソフトウェアの配布には、年間ライセンス料の支払いが必要となる 。この規格は12社のグループによって開始され、その後委員会は50社以上のメンバーを含むまでに成長した。開始時の12社は以下の通りである： Adimec、Atmel、Basler AG、CyberOptics、Teledyne DALSA、JAI A/S、JAI PULNiX、Matrox、National Instruments、Photonfocus、Pleora Technologies、Stemmer Imaging。Association for Advancing Automation (A3)は、この規格の継続的な開発と管理を監督している。
GigE Visionはインターネット・プロトコル規格に基づいている。目標の1つは、産業用カメラの現在のプロトコルを統一することであり、もう1つはサードパーティが互換性のあるソフトウェアやハードウェアを開発しやすくすることである。
GigE Visionはオープンなプロトコルではないため、GigEカメラドライバの開発には特別なライセンスが必要である。

## 技術
GigE Visionには4つの主要な要素がある：
- GigE Vision Control Protocol (GVCP) : UDPプロトコルで動作する。デバイスの制御と設定方法を定義している。カメラとコンピュータ間で画像と設定データを送信するメカニズムとストリームチャンネルを規定する。
- GigE Vision Stream Protocol (GVSP) : UDPプロトコルで動作する。データタイプの定義と、GigE経由で画像を転送する方法をカバーする。
- GigE Device Discovery Mechanism : IPアドレスを取得するメカニズムを提供する。
- GenICam規格で定義されたスキーマに基づくXML記述ファイルで、カメラの制御や画像ストリームにアクセスできる[4]。

## References
1. ↑  “GigE Vision”. 2023年4月26日閲覧。
2. ↑  “GigE Vision License/Product Registration”. 2023年4月26日閲覧。
3. ↑  “GigE Vision Standard Committees”. 2023年4月26日閲覧。
4. ↑  “GenICam Standard Homepage”. 2023年4月26日閲覧。